# New Live and Rare
New Live and Rare es un EP compilatorio de la banda británica de post punk Echo & the Bunnymen, publicado en CD por WEA en Japón en 1988. 
El EP contiene: "People Are Strange" de la banda sonora de la película The Lost Boys, "The Killing Moon (All Night Version)" del sencillo de versión extendida de doce pulgadas y versiones en directo de "All You Need Is Love", "Paint It, Black", "Run Run Run", "Friction" y "Do It Clean". "All You Need Is Love" se grabó para un programa de Channel 4 llamado Play At Home; "Paint It, Black", "Run, Run, Run" y "Friction" se grabaron el 25 de abril de 1985 en Karen, Gotemburgo, Suecia para el programa de radio Bommen que se emitía en la emisora nacional; y "Do It Clean" se grabó en el Royal Albert Hall de Londres el 18 de julio de 1983.

## Lista de canciones
1. "People Are Strange" (The Doors) – 3:39
2. "The Killing Moon (All Night Version)" (Will Sergeant, Ian McCulloch, Les Pattinson, Pete de Freitas) – 9:11
3. "All You Need Is Love" (Lennon/McCartney) – 6:44
4. "Paint It, Black" (directo) (Jagger/Richards) – 3:19
5. "Run Run Run" (directo) (Lou Reed) – 3:45
6. "Friction" (directo) (Tom Verlaine) – 4:41
7. "Do It Clean" (directo) (Sergeant, McCulloch, Pattinson, de Freitas) – 9:39

## Personal
Echo & the Bunnymen
- Ian McCulloch – voz, guitarra
- Will Sergeant – guitarra
- Les Pattinson – bajo
- Pete de Freitas – batería

Producción
- Ray Manzarek – productor ("People Are Strange")
- David Lord – productor ("The Killing Moon (All Night Version)")
- The Bunnymen – productores ("All You Need Is Love")
- Lars Aldman – productor ("Paint It, Black", "Run, Run, Run" and "Friction")
- Bill Drummond – mezclas ("Do It Clean")